# Eileen Campbell
Eileen Campbell (Feldkirch, 17 september 2000) is een voetbalspeelster uit Oostenrijk. Ze speelt als aanvaller voor SC Freiburg in de Bundesliga.

## Clubcarrière
Eileen Campbell werd geboren in Feldkirch. Haar moeder is Noord-Iers en haar vader komt uit Vorarlberg. Campbell begon met voetballen op achtjarige leeftijd bij FC Tisis. Later speelde ze als enige meisje in het onder 16 team van FC Blau-Weiß Feldkirch.
In de zomer van 2015 liep Campbell stage bij SC Freiburg. Ze maakte uiteindelijk de overstap naar FC Rot-Weiß Rankweil op het tweede Oostenrijkse niveau. In 2019 voegde ze zich bij SPG SCR Altach/FFC Vorderland, toen nog bekend als FFC Vorderland.  Bij deze club maakte Campbell haar debuut in de ÖFB-Frauenliga, het hoogste Oostenrijkse niveau. In het seizoen 2022/23 maakte Campbell 15 doelpunten in 17 wedstrijden waardoor ze werd verkozen tot Oostenrijks voetbalster van het jaar. Campbell was de eerste voetbalster uit Vorarlberg die deze prijs wist te winnen.
In november 2023 tekende Campbell, acht jaar nadat ze er al een stage had afgelegd, een contract bij SC Freiburg in de Bundesliga. Op 27 januari 2024 maakte Campbell haar debuut in een uitwedstrijd tegen RB Leipzig door in de basis te starten. Haar eerste doelpunt maakte Campbell in een uitwedstrijd tegen SV Werder Bremen.
Op 8 mei rondde Campbell een transfer naar het naar de Bundesliga gepromoveerde 1. FC Union Berlin af, waar ze vanaf het seizoen 2025/26 actief is.

## Statistieken
| Seizoen | Club        | Competitie | Competitie | Competitie | Beker | Beker | Overig | Overig | Totaal | Totaal |
| Seizoen | Club        | Competitie | Wed.       | Dlp.       | Wed.  | Dlp.  | Wed.   | Dlp.   | Wed.   | Dlp.   |
| ------- | ----------- | ---------- | ---------- | ---------- | ----- | ----- | ------ | ------ | ------ | ------ |
| 2023/24 | SC Freiburg | Bundesliga | 12         | 3          | 1     | 0     | 0      | 0      | 13     | 3      |
| 2024/25 | SC Freiburg | Bundesliga | 10         | 1          | 2     | 0     | 0      | 0      | 12     | 1      |
| Totaal  | Totaal      | Totaal     | 24         | 5          | 3     | 0     | 0      | 0      | 27     | 5      |

Bijgewerkt t/m 10 mei 2025.

## Interlandcarrière
Campbell maakte haar debuut voor het Oostenrijkse nationale team in een vriendschappelijke wedstrijd tegen Slowakije op 15 november 2022. In een wedstrijd tegen het Nederlands elftal wist Campbell haar eerste interlanddoelpunt voor Oostenrijk te maken. Doordat ploeggenoot Sarah Zadrazil vijf minuten later de 1-2 maakte, wist Oostenrijk deze wedstrijd op 17 februari 2023 te winnen.